# Terwel
Terwel (bulgarisch Тервел, auch Tervel, Tarvel, Terval, Terbelis) gilt als der zweite Herrscher des Ersten Bulgarischen Reiches seit der Anerkennung des Landes 681 seitens Ostroms (Byzanz). Laut Bulgarischer Fürstenliste war er ein außerehelicher, [erstgeborener] Sohn Knjas Asparuchs und Neffe von Kuwer. Seine Herrschaft dauerte von 700/701 bis 718–721. Er gehörte der bulgarischen Herrschaftsdynastie Dulo an. Die nordbulgarische Stadt Terwel trägt seinen Namen.
705 erhielt Terwel vom oströmischen Kaiser Justinian II. den Titel Caesar. Dieser Titel wurde gewöhnlich Personen verliehen, die mit dem Kaiser verwandt oder verschwägert waren; mit einem Anspruch auf die Thronfolge war er damals nicht mehr verbunden, auch nicht mit konkreten Machtbefugnissen. Terwel war der erste Ausländer, der diesen Titel erhielt.
In vielen Geschichtsbücher wird der zentralasiatische Titel Khan in Zusammenhang mit Terwel gebracht. Der einzige bis jetzt bekannte und belegbare Titel von Terwel ist aber der Titel Knjas.

## Der Bund mit Justinian II. 705

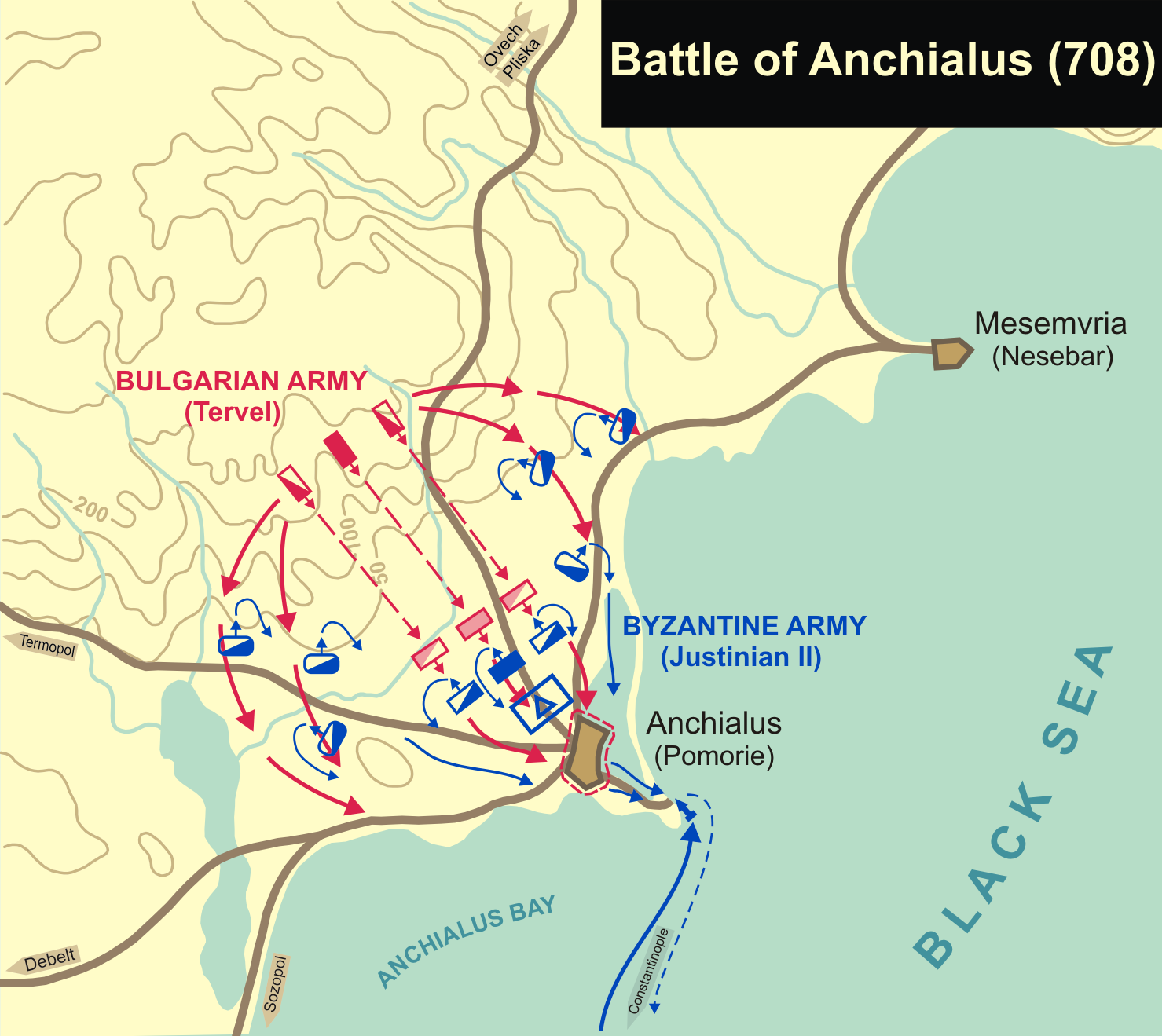
Die Schlacht von Anchialos (708).

Im Jahre 705 floh der 695 abgesetzte und verbannte byzantinische Kaiser Justinian II. Rhinotmetos („mit der abgeschnittenen Nase“) aus seinem Exil in Chersones auf der Krim und suchte zuerst bei den Chasaren, später bei Terwel in Bulgarien Schutz.
Beide schlossen einen Vertrag und Justinian II. gelang es mit Hilfe einer Armee von 15.000 bulgarischen Soldaten, seinen Thron in Konstantinopel zurückzuerobern. Dafür hatte Justinian dem bulgarischen Knjas reiche Belohnung und eine seiner Töchter als Frau versprochen, es ist jedoch nicht bekannt, ob es zu einer Eheschließung kam. Terwel hatte anfangs gezögert auf das Angebot von Justinian einzugehen, zumal ihm der Rat erteilt wurde nicht auf eine Vereinbarung mit Justinian zu vertrauen, da dieser bereits früher gegenüber den Bulgaren wortbrüchig gewesen sei. Terwel willigte nach mehrmonatiger Bedenkfrist jedoch schließlich ein, da er wahrscheinlich von der Aussicht geblendet war als erster „barbarischer“ Herrscher eine byzantinische Prinzessin zur Frau zu erhalten, was als Zeichen der Anerkennung seiner Ebenbürtigkeit gelten würde. Auch würde er dadurch seine Position in den neuen bulgarischen Territorien festigen. Terwel zog mit seiner 15.000-Mann Truppe an der Westküste des Schwarzen Meeres (Via Pontica) entlang. In Nessebar wurden sie vom späteren Kaiser Leo III. empfangen, der ihnen zur Verpflegung 500 Schafe schenkte und sich ihnen anschloss. Die Truppe erreichte ohne Widerstand und fast unbemerkt die Stadtmauer von Konstantinopel, am Tor von Charisius (das 5. militärische Stadttor), das später auch das „bulgarische Tor“ genannt wurde. Justinian versuchte drei Tage lang vergeblich die Bewohner von Konstantinopel zu bewegen auf seine Seite überzugehen. Schließlich gelang es ihm mit Hilfe treuer Gefolgsleute nachts über einen Aquädukt in die Stadt zu gelangen und dort einige Truppenteile auf seine Seite zu ziehen. Seine Widersacher in der Stadt ließ er daraufhin niedermetzeln und zog dann unter Triumph in den Blachernen-Palast ein. Die bulgarischen Truppen lagerten einige Monate, bis zum Spätherbst, vor den Toren von Konstantinopel, ohne in die Kämpfe einzugreifen.
Nachdem Justinian seine Macht endgültig gesichert hatte, kam er in das Lager der Bulgaren und verlieh Terwel zum Dank den Titel Caesar, den nach dem Titel Basileus zweithöchsten Titel im Byzantinischen Reich. Dieser war eigentlich dem Thronfolger vorbehalten und machte Terwel formell zum zweiten Mann im Staate. Nie zuvor war dieser Titel an einen fremden Herrscher vergeben worden. Einige Historiker (z. B. Boschidar Dimitrow) betrachten dies als Indiz dafür, dass Terwel sich vermutlich zum Christentum bekannte, sonst wäre eine solche Erhebung nach dem damaligen Verständnis in Konstantinopel absolut untragbar gewesen. Zugleich erhielt Terwel das legitime Recht auf Ländereien, welche bis dato als Kernland Ostroms galten, und zwar das Gebiet Sagore mit den Hafenstädte Anchialos, Develtum und Mesembria sowie Aquae Calidae. In den Augen der Byzantiner sank dadurch der alles andere als gute Ruf des Kaisers auf den Nullpunkt. Wahrscheinlich war sich Justinian dieses Fehlers seiner Politik durchaus bewusst, denn sobald er sich sicher auf dem Thron fühlte, begann er einen Feldzug gegen die Bulgaren, welchen er nach der Schlacht von Anchialos 708 jedoch verlor.
Nach der Ermordung Justinians 711 versuchte Terwel weiterhin in der byzantinischen Politik mitzuspielen, immer unter dem Vorwand seinen ehemaligen Verbündeten rächen zu müssen. Im Jahre 716 schloss er endlich einen neuen Friedensvertrag mit Kaiser Theodosios III.
Zur Zeit Terwels entstand wahrscheinlich das Monumentalrelief Reiter von Madara im Nordosten Bulgariens. Laut einigen Historikern soll es eine Würdigung der Taten seines Vaters Asparuch darstellen.

## Krieg gegen die Araber 717–718
Am 25. März 717 bestieg Leo III. den Thron in Konstantinopel. Im Sommer des gleichen Jahres überschritt Maslama, der Bruder des Kalifen Sulayman, die Dardanellen und umzingelte mit einer 180.000 Mann starken Armee die byzantinische Hauptstadt. Seine Flotte soll laut arabischen Quellen 2500 Schiffe stark gewesen sein. Mit Hilfe des griechischen Feuers konnten die Verteidiger diesem ersten Ansturm jedoch widerstehen. Im Jahre 718 schickte Tervel seine Armee Leo III. zu Hilfe. Der schwere Winter, Hunger und Epidemien hatten die Belagerer bereits demoralisiert. Als nach dem bulgarischen Angriff 20.000 bis 50.000 Araber unter den Mauern der Hauptstadt gefallen waren, war die Belagerung Konstantinopels und der Krieg praktisch zu Ende. Die Seeblockade wurde am 15. August 718 aufgegeben. Arabische Geschichtsschreiber bezifferten die Kriegsverluste ihrer Seite auf 500.000 Mann.
Der Sieg der von Leo III. geleiteten Koalition von Byzantinern, Bulgaren, Chasaren, Armeniern und anderen kaukasischen Völkern über die Armeen des Kalifats stoppte die Ausbreitung des Islams an der Ostgrenze Kleinasiens für die nächsten 6 Jahrhunderte. Einige Historiker messen dieser letzten Schlacht unter den Toren Konstantinopels eine für das Schicksal Europas und des Christentums nicht mindere historische Bedeutung zu, als der Schlacht von Tours und Poitiers im Jahre 732.